# 15531 Matusch
15531 Matusch este o planetă minoră (asteroid), cu un diametru de 2,161 km, din centura de asteroizi. A fost descoperită pe 5 ianuarie 2000 la Experimental Test Site⁠(d) de Lincoln Near-Earth Asteroid Research. 
Obiectul prezintă o orbită caracterizată de o semiaxă mare de 2,1904747 UAi, o excentricitate de 0,15, o înclinație de 5,22965 ° în raport cu ecliptica.